# Hexomyza sarothamni
Hexomyza sarothamni är en tvåvingeart som beskrevs av Friedrich Georg Hendel 1923. Hexomyza sarothamni ingår i släktet Hexomyza och familjen minerarflugor. Inga underarter finns listade i Catalogue of Life.